# 純情マーメイド
「純情マーメイド」（じゅんじょうまーめいど）は、日本の女性アイドルグループさんみゅ〜の楽曲。当楽曲はさんみゅ〜の6枚目のシングルとして2014年7月2日にポニーキャニオンから発売された。オリコンCDシングルデイリーランキングでは2作連続でTOP10入り（10位）した。

## 楽曲
さんみゅ〜はデビュー以降「80年代王道アイドルサウンド」という方針で楽曲をリリースしており、これを継承した楽曲。2015年1月27日に開催された定期公演では、投票数1位を獲得している。

## パフォーマンス、プロモーション
2014年5月10日「ぽにきゃんアイドル倶楽部感謝祭 〜アイドルサバイバル〜」にて初披露。リリースイベントを全国各地で開催。2014年6月22日は1年半ぶりとなる池袋サンシャイン噴水広場で開催され、第1部ではデビュー当初の衣装でデビューイベント時のセットリストを披露している。

## コラボレーション
2014年8月2日開催「TOKYO IDOL FESTIVAL 2014」初日SKY STAGEにて、X21とのコラボレーションのステージが行われた。さんみゅ〜がX21の楽曲「恋する夏!」を披露後、X21の選抜メンバーにより純情マーメイドが披露された。これは、シングルのジャケットを同じ場所で撮影したことから企画されたものである。X21による歌唱は2014年8月23日に開催されたワンマンライブでも披露されている。

## シングル収録トラック
| #         | タイトル                         | 作詞      | 作曲       | 編曲       | 時間  |
| --------- | -------------------------------- | --------- | ---------- | ---------- | ----- |
| 1.        | 「純情マーメイド」               | ケリー    | 井上慎二郎 | 井上慎二郎 | 4:53  |
| 2.        | 「ガラスの季節」                 | 深川琴美  | 河原嶺旭   | 清水信之   | 3:49  |
| 3.        | 「純情マーメイド(Instrumental)」 |           |            |            | 4:53  |
| 4.        | 「ガラスの季節(Instrumental)」   |           |            |            | 3:47  |
| 合計時間: | 合計時間:                        | 合計時間: | 合計時間:  | 合計時間:  | 17:24 |

| #         | タイトル                             | 作詞      | 作曲       | 編曲       | 時間  |
| --------- | ------------------------------------ | --------- | ---------- | ---------- | ----- |
| 1.        | 「純情マーメイド」                   | ケリー    | 井上慎二郎 | 井上慎二郎 | 4:53  |
| 2.        | 「木漏れ日とオレンジ」               | 岩里祐穂  | 大隅知宇   | 堤博明     | 4:04  |
| 3.        | 「純情マーメイド(Instrumental)」     |           |            |            | 4:53  |
| 4.        | 「木漏れ日とオレンジ(Instrumental)」 |           |            |            | 4:02  |
| 合計時間: | 合計時間:                            | 合計時間: | 合計時間:  | 合計時間:  | 17:54 |

| #         | タイトル                         | 作詞      | 作曲         | 編曲       | 時間  |
| --------- | -------------------------------- | --------- | ------------ | ---------- | ----- |
| 1.        | 「純情マーメイド」               | ケリー    | 井上慎二郎   | 井上慎二郎 | 4:53  |
| 2.        | 「キスをください」               | ケリー    | 井上トモノリ | 中野定博   | 4:03  |
| 3.        | 「純情マーメイド(Instrumental)」 |           |              |            | 4:53  |
| 4.        | 「キスをください(Instrumental)」 |           |              |            | 4:01  |
| 合計時間: | 合計時間:                        | 合計時間: | 合計時間:    | 合計時間:  | 17:52 |

## リリース日一覧
| 地域 | リリース日   | レーベル         | 規格                   | カタログ番号          |
| ---- | ------------ | ---------------- | ---------------------- | --------------------- |
| 日本 | 2014年7月2日 | ポニーキャニオン | デジタル・ダウンロード | -                     |
| 日本 | 2014年7月2日 | ポニーキャニオン | マキシシングル+DVD     | PCCA-04040（初回盤A） |
| 日本 | 2014年7月2日 | ポニーキャニオン | マキシシングル+DVD     | PCCA-04041（初回盤B） |
| 日本 | 2014年7月2日 | ポニーキャニオン | マキシシングル+DVD     | PCCA-04042（初回盤C） |
| 日本 | 2014年7月2日 | ポニーキャニオン | マキシシングル         | PCCA-70410（通常盤）  |